# NGC 2408
NGC 2408 é um aglomerado aberto na direção da constelação de Camelopardalis. O objeto foi descoberto pelo astrônomo John Herschel em 1830, usando um telescópio refletor com abertura de 18,6 polegadas. 